# 2010-es férfi kézilabda-Európa-bajnokság
A 2010-es férfi kézilabda-Európa-bajnokságot január 19. és 31. között rendezték Ausztriában.
Az Európai Kézilabda-szövetség erre a tornára teljesen új kvalifikációs szabályt alkotott. Ez alapján már csak két csapat kvalifikálta magát a selejtezőkből automatikusan a bajnokságra. A 2008-as címvédő Dánia és a házigazda Ausztria selejtező nélkül került a főtáblára. A többi európai válogatott selejtezőt játszott, és így alakult ki az Európa-bajnokságon részt vevő 16 csapat névsora.

## Helyszínek
Az Európa-bajnokság mérkőzéseit öt osztrák városban rendezték (Bécs, Bécsújhely, Graz, Innsbruck és Linz).
| Linz                                            | Bécs                                       | Bécsújhely                         |
| ----------------------------------------------- | ------------------------------------------ | ---------------------------------- |
| Intersport Arena Befogadóképesség: 12 000       | Stadthalle (Bécs) Befogadóképesség: 20 000 | Arena Nova Befogadóképesség: 8 000 |
|                                                 |                                            |                                    |
| Innsbruck                                       | Graz                                       |                                    |
| Olympiaworld Innsbruck Befogadóképesség: 15 000 | Stadthalle (Graz) Befogadóképesség: 16 000 |                                    |
|                                                 |                                            |                                    |

## Selejtezők
Az ezen a tornán bevezetett új rendszer alapján a 36 nemzetet 1 hatos, és 6 ötös csoportba sorsolták, ahol ligarendszerben minden csapat mindenkivel két mérkőzést játszott, és az így lejátszott tíz illetve nyolc mérkőzés után kialakult sorrend alapján a csoportok első két helyezettjei kvalifikálták magukat az Európa-bajnokság döntőjére.

### Kijutott csapatok
| Ország        | Kvalifikáció joga         | Kvalifikáció ideje | Eddigi EB-részvételek száma1                       |
| ------------- | ------------------------- | ------------------ | -------------------------------------------------- |
| Ausztria      | Házigazda                 | 2006. május 5.     | 0                                                  |
| Dánia         | Címvédő                   | 2008. január 27.   | 7 (1994, 1996, 2000, 2002, 2004, 2006, 2008)       |
| Svédország    | 1. csoport győztese       | 2009. június 11.   | 8 (1994, 1996, 1998, 2000, 2002, 2004, 2006, 2008) |
| Lengyelország | 1. csoport 2. helyezettje | 2009. június 20.   | 4 (2002, 2004, 2006, 2008)                         |
| Oroszország   | 2. csoport győztese       | 2009. június 18.   | 8 (1994, 1996, 1998, 2000, 2002, 2004, 2006, 2008) |
| Szerbia       | 2. csoport 2. helyezettje | 2009. június 18.   | 5 (19962, 19982, 20022, 20043, 20063)              |
| Izland        | 3. csoport győztese       | 2009. június 17.   | 5 (2000, 2002, 2004, 2006, 2008)                   |
| Norvégia      | 3. csoport 2. helyezettje | 2009. június 17.   | 3 (2000, 2006, 2008)                               |
| Horvátország  | 4. csoport győztese       | 2009. június 17.   | 8 (1994, 1996, 1998, 2000, 2002, 2004, 2006, 2008) |
| Magyarország  | 4. csoport 2. helyezettje | 2009. június 21.   | 6 (1994, 1996, 1998, 2004, 2006, 2008)             |
| Németország   | 5. csoport győztese       | 2009. június 13.   | 8 (1994, 1996, 1998, 2000, 2002, 2004, 2006, 2008) |
| Szlovénia     | 5. csoport 2. helyezettje | 2009. június 21.   | 7 (1994, 1996, 2000, 2002, 2004, 2006, 2008)       |
| Franciaország | 6. csoport győztese       | 2009. június 17.   | 8 (1994, 1996, 1998, 2000, 2002, 2004, 2006, 2008) |
| Csehország    | 6. csoport 2. helyezettje | 2009. június 17.   | 5 (1996, 1998, 2002, 2004, 2008)                   |
| Spanyolország | 7. csoport győztese       | 2009. június 17.   | 8 (1994, 1996, 1998, 2000, 2002, 2004, 2006, 2008) |
| Ukrajna       | 7. csoport 2. helyezettje | 2009. június 18.   | 4 (2000, 2002, 2004, 2006)                         |

1 Félkövéren amikor megnyerte a csapat a tornát
2 Jugoszlávia néven
3 Szerbia és Montenegró néven

## Sorsolás
A döntő sorsolását 2009. június 24-én 19 órakor a bécsi Liechtenstein Museumban végezték el.
| 1. kalap                                                       | 2. kalap                                            | 3. kalap                                                       | 4. kalap                                     |
| -------------------------------------------------------------- | --------------------------------------------------- | -------------------------------------------------------------- | -------------------------------------------- |
| - Dánia - Horvátország (A1) - Franciaország - Németország (C1) | - Svédország - Spanyolország - Izland - Oroszország | - Ausztria (B3) - Norvégia - Lengyelország - Magyarország (D3) | - Szlovénia - Csehország - Ukrajna - Szerbia |

A zárójelbe írt csoportok, a kijelölést jelentik.

## Csoportkör

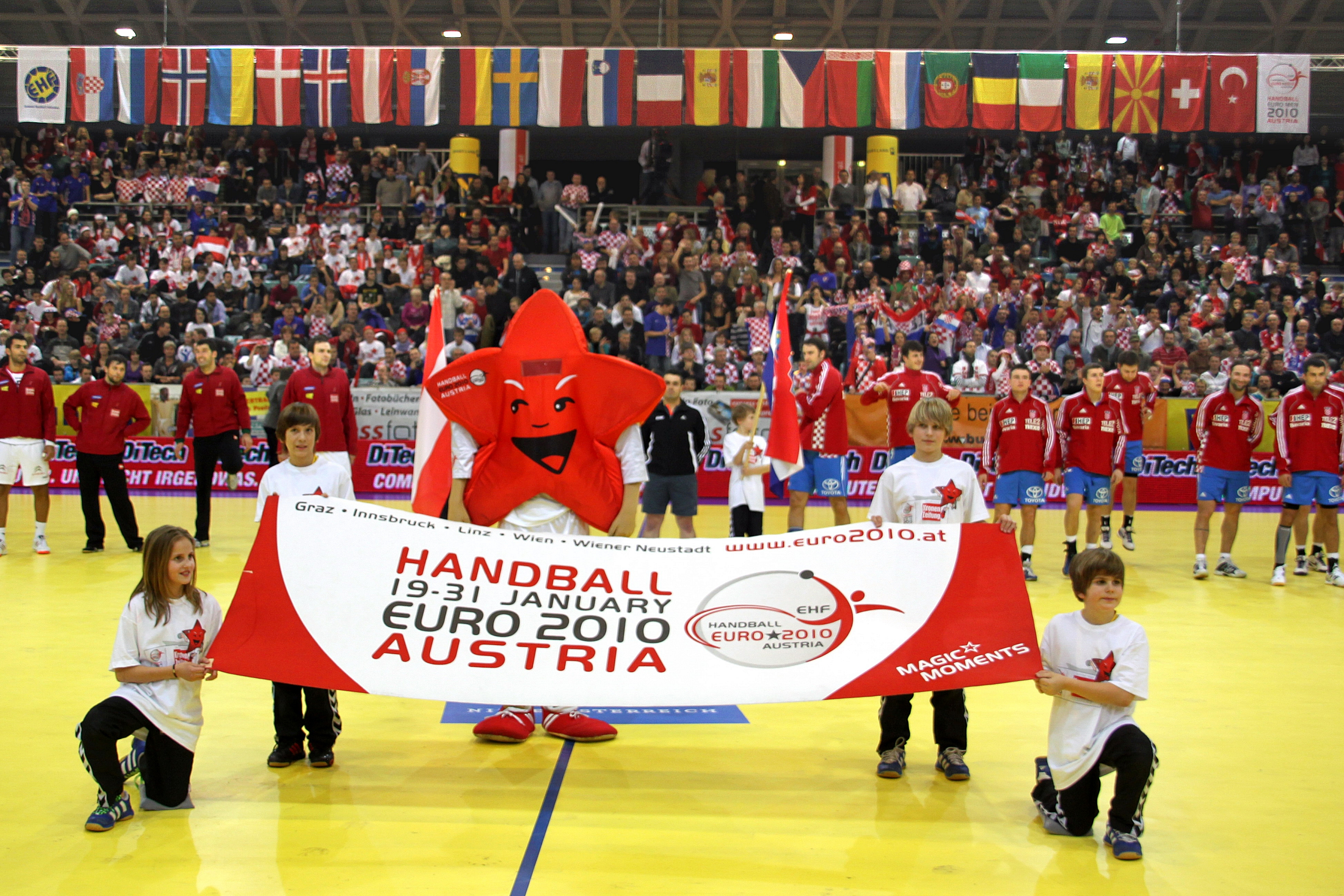
A 2010-es férfi kézilabda Európa-bajnokság hivatalos logója és kabalafigurája.

### A csoport
| Hely. | Csapat       | M | Gy | D | V | G+ | G– | Gk | P | Továbbjutás |
| ----- | ------------ | - | -- | - | - | -- | -- | -- | - | ----------- |
| 1.    | Horvátország | 3 | 3  | 0 | 0 | 83 | 76 | +7 | 6 | Középdöntő  |
| 2.    | Norvégia     | 3 | 2  | 0 | 1 | 82 | 78 | +4 | 4 | Középdöntő  |
| 3.    | Oroszország  | 3 | 1  | 0 | 2 | 89 | 91 | −2 | 2 | Középdöntő  |
| 4.    | Ukrajna      | 3 | 0  | 0 | 3 | 87 | 96 | −9 | 0 |             |

| 2010. január 19. 18:10 | Oroszország | 37–33       | Ukrajna              | Stadthalle, Graz Nézőszám: 3000 Játékvezetők: Cacador, Nicolau (portugálok) |
| 2010. január 19. 18:10 | Igropulo 11 | (21–16)     | Burka, Onufrijenko 9 | Stadthalle, Graz Nézőszám: 3000 Játékvezetők: Cacador, Nicolau (portugálok) |
| 2010. január 19. 18:10 | 3× 3×       | Jegyzőkönyv | 4× 3×                | Stadthalle, Graz Nézőszám: 3000 Játékvezetők: Cacador, Nicolau (portugálok) |

| 2010. január 19. 20:10 | Horvátország | 25–23       | Norvégia  | Stadthalle, Graz Nézőszám: 4000 Játékvezetők: Muro, Rodriguez (spanyolok) |
| 2010. január 19. 20:10 | Vukovic 7    | (11–10)     | Tvedten 9 | Stadthalle, Graz Nézőszám: 4000 Játékvezetők: Muro, Rodriguez (spanyolok) |
| 2010. január 19. 20:10 | 5× 4×        | Jegyzőkönyv | 6× 3×     | Stadthalle, Graz Nézőszám: 4000 Játékvezetők: Muro, Rodriguez (spanyolok) |

| 2010. január 21. 18:10 | Ukrajna        | 25–28       | Horvátország | Stadthalle, Graz Nézőszám: 4200 Játékvezetők: Canbro, Claesson (svédek) |
| 2010. január 21. 18:10 | Onufrijenko 11 | (14–12)     | Vori 6       | Stadthalle, Graz Nézőszám: 4200 Játékvezetők: Canbro, Claesson (svédek) |
| 2010. január 21. 18:10 | 4× 2×          | Jegyzőkönyv | 4× 3×        | Stadthalle, Graz Nézőszám: 4200 Játékvezetők: Canbro, Claesson (svédek) |

| 2010. január 21. 20:10 | Norvégia   | 28–24       | Oroszország             | Stadthalle, Graz Nézőszám: 4200 Játékvezetők: Lazaar, Reveret (franciák) |
| 2010. január 21. 20:10 | Kjelling 8 | (16–13)     | Kovaljov, Rasztvorcev 4 | Stadthalle, Graz Nézőszám: 4200 Játékvezetők: Lazaar, Reveret (franciák) |
| 2010. január 21. 20:10 | 5× 3×      | Jegyzőkönyv | 4× 3×                   | Stadthalle, Graz Nézőszám: 4200 Játékvezetők: Lazaar, Reveret (franciák) |

| 2010. január 23. 18:10 | Horvátország | 30–28       | Oroszország | Stadthalle, Graz Nézőszám: 4500 Játékvezetők: Methe, Methe (németek) |
| 2010. január 23. 18:10 | Čupić 8      | (17–16)     | Igropulo 12 | Stadthalle, Graz Nézőszám: 4500 Játékvezetők: Methe, Methe (németek) |
| 2010. január 23. 18:10 | 2× 3×        | Jegyzőkönyv | 6× 3×       | Stadthalle, Graz Nézőszám: 4500 Játékvezetők: Methe, Methe (németek) |

| 2010. január 23. 20:10 | Norvégia  | 31–29       | Ukrajna | Stadthalle, Graz Nézőszám: 3500 Játékvezetők: Cacador, Nicolau (portugálok) |
| 2010. január 23. 20:10 | Tvedten 8 | (14–16)     | Burka 7 | Stadthalle, Graz Nézőszám: 3500 Játékvezetők: Cacador, Nicolau (portugálok) |
| 2010. január 23. 20:10 | 4× 3×     | Jegyzőkönyv | 7× 4×   | Stadthalle, Graz Nézőszám: 3500 Játékvezetők: Cacador, Nicolau (portugálok) |

### B csoport
| Hely. | Csapat   | M | Gy | D | V | G+  | G–  | Gk  | P | Továbbjutás |
| ----- | -------- | - | -- | - | - | --- | --- | --- | - | ----------- |
| 1.    | Izland   | 3 | 1  | 2 | 0 | 93  | 88  | +5  | 4 | Középdöntő  |
| 2.    | Dánia    | 3 | 2  | 0 | 1 | 83  | 79  | +4  | 4 | Középdöntő  |
| 3.    | Ausztria | 3 | 1  | 1 | 1 | 103 | 101 | +2  | 3 | Középdöntő  |
| 4.    | Szerbia  | 3 | 0  | 1 | 2 | 83  | 94  | −11 | 1 |             |

| 2010. január 19. 18:00 | Dánia      | 33–29       | Ausztria | Intersport Arena, Linz Nézőszám: 5500 Játékvezetők: Lazaar, Reveret (franciák) |
| 2010. január 19. 18:00 | Mogensen 7 | (17–15)     | Ziura 7  | Intersport Arena, Linz Nézőszám: 5500 Játékvezetők: Lazaar, Reveret (franciák) |
| 2010. január 19. 18:00 | 3× 3×      | Jegyzőkönyv | 3× 3×    | Intersport Arena, Linz Nézőszám: 5500 Játékvezetők: Lazaar, Reveret (franciák) |

| 2010. január 19. 20:15 | Izland       | 29–29       | Szerbia | Intersport Arena, Linz Nézőszám: 5000 Játékvezetők: Methe, Methe (németek) |
| 2010. január 19. 20:15 | Sigurðsson 9 | (15–11)     | Ilić 7  | Intersport Arena, Linz Nézőszám: 5000 Játékvezetők: Methe, Methe (németek) |
| 2010. január 19. 20:15 | 5× 3×        | Jegyzőkönyv | 6× 3×   | Intersport Arena, Linz Nézőszám: 5000 Játékvezetők: Methe, Methe (németek) |

| 2010. január 21. 18:00 | Ausztria    | 37–37       | Izland    | Intersport Arena, Linz Nézőszám: 6000 Játékvezetők: Dinu, Din (románok) |
| 2010. január 21. 18:00 | Szilágyi 10 | (17–20)     | Atlason 8 | Intersport Arena, Linz Nézőszám: 6000 Játékvezetők: Dinu, Din (románok) |
| 2010. január 21. 18:00 | 4× 3×       | Jegyzőkönyv | 2× 3×     | Intersport Arena, Linz Nézőszám: 6000 Játékvezetők: Dinu, Din (románok) |

| 2010. január 21. 20:15 | Szerbia                  | 23–28       | Dánia     | Intersport Arena, Linz Nézőszám: 6000 Játékvezetők: Horacek, Novotny (csehek) |
| 2010. január 21. 20:15 | Sesum, Ilić, Stankovic 4 | (9–15)      | Jensen 10 | Intersport Arena, Linz Nézőszám: 6000 Játékvezetők: Horacek, Novotny (csehek) |
| 2010. január 21. 20:15 | 6× 3×                    | Jegyzőkönyv | 3× 3×     | Intersport Arena, Linz Nézőszám: 6000 Játékvezetők: Horacek, Novotny (csehek) |

| 2010. január 23. 18:00 | Ausztria   | 37–31       | Szerbia | Intersport Arena, Linz Nézőszám: 6000 Játékvezetők: Muro, Rodriguez (spanyolok) |
| 2010. január 23. 18:00 | Szilágyi 9 | (15–18)     | Sesum 8 | Intersport Arena, Linz Nézőszám: 6000 Játékvezetők: Muro, Rodriguez (spanyolok) |
| 2010. január 23. 18:00 | 6× 4× 1×   | Jegyzőkönyv | 6× 3×   | Intersport Arena, Linz Nézőszám: 6000 Játékvezetők: Muro, Rodriguez (spanyolok) |

| 2010. január 23. 20:15 | Dánia          | 22–27       | Izland       | Intersport Arena, Linz Nézőszám: 5500 Játékvezetők: Canbro, Claesson (svédek) |
| 2010. január 23. 20:15 | Christiansen 5 | (13–15)     | Sigurðsson 6 | Intersport Arena, Linz Nézőszám: 5500 Játékvezetők: Canbro, Claesson (svédek) |
| 2010. január 23. 20:15 | 5× 4×          | Jegyzőkönyv | 5× 3×        | Intersport Arena, Linz Nézőszám: 5500 Játékvezetők: Canbro, Claesson (svédek) |

### C csoport
| Hely. | Csapat        | M | Gy | D | V | G+ | G– | Gk | P | Továbbjutás |
| ----- | ------------- | - | -- | - | - | -- | -- | -- | - | ----------- |
| 1.    | Lengyelország | 3 | 2  | 1 | 0 | 84 | 79 | +5 | 5 | Középdöntő  |
| 2.    | Szlovénia     | 3 | 1  | 2 | 0 | 91 | 89 | +2 | 4 | Középdöntő  |
| 3.    | Németország   | 3 | 1  | 1 | 1 | 89 | 90 | −1 | 3 | Középdöntő  |
| 4.    | Svédország    | 3 | 0  | 0 | 3 | 78 | 84 | −6 | 0 |             |

| 2010. január 19. 18:30 | Németország | 25–27       | Lengyelország | Olympiaworld, Innsbruck Nézőszám: 6800 Játékvezetők: Olesen, Pedersen (dánok) |
| 2010. január 19. 18:30 | Kaufmann 7  | (8–12)      | Bielecki 6    | Olympiaworld, Innsbruck Nézőszám: 6800 Játékvezetők: Olesen, Pedersen (dánok) |
| 2010. január 19. 18:30 | 4× 2×       | Jegyzőkönyv | 4× 3×         | Olympiaworld, Innsbruck Nézőszám: 6800 Játékvezetők: Olesen, Pedersen (dánok) |

| 2010. január 19. 20:30 | Svédország                         | 25–27       | Szlovénia | Olympiaworld, Innsbruck Nézőszám: 4800 Játékvezetők: Reisinger, Kaschütz (osztrákok) |
| 2010. január 19. 20:30 | Källman, Karlsson, Ekberg, Doder 6 | (13–7)      | Žvižej 8  | Olympiaworld, Innsbruck Nézőszám: 4800 Játékvezetők: Reisinger, Kaschütz (osztrákok) |
| 2010. január 19. 20:30 | 6× 2×                              | Jegyzőkönyv | 6× 3×     | Olympiaworld, Innsbruck Nézőszám: 4800 Játékvezetők: Reisinger, Kaschütz (osztrákok) |

| 2010. január 20. 18:30 | Szlovénia   | 34–34       | Németország  | Olympiaworld, Innsbruck Nézőszám: 7200 Játékvezetők: Gousko, Repkin (fehéroroszok) |
| 2010. január 20. 18:30 | Kavtičnik 7 | (16–11)     | Theuerkauf 7 | Olympiaworld, Innsbruck Nézőszám: 7200 Játékvezetők: Gousko, Repkin (fehéroroszok) |
| 2010. január 20. 18:30 | 5× 3×       | Jegyzőkönyv | 2× 3×        | Olympiaworld, Innsbruck Nézőszám: 7200 Játékvezetők: Gousko, Repkin (fehéroroszok) |

| 2010. január 20. 20:30 | Lengyelország       | 27–24       | Svédország  | Olympiaworld, Innsbruck Nézőszám: 7500 Játékvezetők: Nikolic, Stojkovic (szerbek) |
| 2010. január 20. 20:30 | Jurecki, Rosinski 6 | (15–14)     | Andersson 4 | Olympiaworld, Innsbruck Nézőszám: 7500 Játékvezetők: Nikolic, Stojkovic (szerbek) |
| 2010. január 20. 20:30 | 3× 2×               | Jegyzőkönyv | 8× 3×       | Olympiaworld, Innsbruck Nézőszám: 7500 Játékvezetők: Nikolic, Stojkovic (szerbek) |

| 2010. január 22. 18:15 | Németország | 30–29       | Svédország  | Olympiaworld, Innsbruck Nézőszám: 8200 Játékvezetők: Nikolic, Stojkovic (szerbek) |
| 2010. január 22. 18:15 | Glandorf 8  | (21–18)     | Andersson 7 | Olympiaworld, Innsbruck Nézőszám: 8200 Játékvezetők: Nikolic, Stojkovic (szerbek) |
| 2010. január 22. 18:15 | 4× 3× 1×    | Jegyzőkönyv | 2× 2×       | Olympiaworld, Innsbruck Nézőszám: 8200 Játékvezetők: Nikolic, Stojkovic (szerbek) |

| 2010. január 22. 20:15 | Lengyelország | 30–30       | Szlovénia | Olympiaworld, Innsbruck Nézőszám: 7500 Játékvezetők: Abrahamsen, Kristiansen (norvégok) |
| 2010. január 22. 20:15 | Lijewski 6    | (12–13)     | Žvižej 9  | Olympiaworld, Innsbruck Nézőszám: 7500 Játékvezetők: Abrahamsen, Kristiansen (norvégok) |
| 2010. január 22. 20:15 | 7× 4×         | Jegyzőkönyv | 7× 3×     | Olympiaworld, Innsbruck Nézőszám: 7500 Játékvezetők: Abrahamsen, Kristiansen (norvégok) |

### D csoport
| Hely. | Csapat        | M | Gy | D | V | G+ | G– | Gk  | P | Továbbjutás |
| ----- | ------------- | - | -- | - | - | -- | -- | --- | - | ----------- |
| 1.    | Spanyolország | 3 | 2  | 1 | 0 | 95 | 74 | +21 | 5 | Középdöntő  |
| 2.    | Franciaország | 3 | 1  | 2 | 0 | 74 | 73 | +1  | 4 | Középdöntő  |
| 3.    | Csehország    | 3 | 1  | 0 | 2 | 78 | 84 | −6  | 2 | Középdöntő  |
| 4.    | Magyarország  | 3 | 0  | 1 | 2 | 80 | 96 | −16 | 1 |             |

| 2010. január 19. 18:15 | Spanyolország | 37–25       | Csehország | Arena Nova, Bécsújhely Nézőszám: 2800 Játékvezetők: Din, Dinu (románok) |
| 2010. január 19. 18:15 | Romero 14     | (17–10)     | Jícha 8    | Arena Nova, Bécsújhely Nézőszám: 2800 Játékvezetők: Din, Dinu (románok) |
| 2010. január 19. 18:15 | 6× 2×         | Jegyzőkönyv | 6× 3×      | Arena Nova, Bécsújhely Nézőszám: 2800 Játékvezetők: Din, Dinu (románok) |

| 2010. január 19. 20:15 | Franciaország | 29–29       | Magyarország | Arena Nova, Bécsújhely Nézőszám: 3500 Játékvezetők: Nikolic, Stojkovic (szerbek) |
| 2010. január 19. 20:15 | Karabatić 7   | (16–16)     | Ilyés 7      | Arena Nova, Bécsújhely Nézőszám: 3500 Játékvezetők: Nikolic, Stojkovic (szerbek) |
| 2010. január 19. 20:15 | 3× 3×         | Jegyzőkönyv | 8× 3× 1×     | Arena Nova, Bécsújhely Nézőszám: 3500 Játékvezetők: Nikolic, Stojkovic (szerbek) |

| 2010. január 20. 18:15 | Csehország | 20–21       | Franciaország     | Arena Nova, Bécsújhely Nézőszám: 3800 Játékvezetők: Abrahamsen, Kristiansen (norvégok) |
| 2010. január 20. 18:15 | Jícha 6    | (10–16)     | Abalo, Narcisse 4 | Arena Nova, Bécsújhely Nézőszám: 3800 Játékvezetők: Abrahamsen, Kristiansen (norvégok) |
| 2010. január 20. 18:15 | 3× 3×      | Jegyzőkönyv | 1× 3×             | Arena Nova, Bécsújhely Nézőszám: 3800 Játékvezetők: Abrahamsen, Kristiansen (norvégok) |

| 2010. január 20. 20:15 | Magyarország         | 25–34       | Spanyolország   | Arena Nova, Bécsújhely Nézőszám: 3800 Játékvezetők: Reisinger, Kaschütz (osztrákok) |
| 2010. január 20. 20:15 | Krivokapic, Gulyás 5 | (9–17)      | A. Entrerrios 7 | Arena Nova, Bécsújhely Nézőszám: 3800 Játékvezetők: Reisinger, Kaschütz (osztrákok) |
| 2010. január 20. 20:15 | 6× 2×                | Jegyzőkönyv | 3× 4×           | Arena Nova, Bécsújhely Nézőszám: 3800 Játékvezetők: Reisinger, Kaschütz (osztrákok) |

| 2010. január 22. 18:15 | Franciaország | 24–24       | Spanyolország         | Arena Nova, Bécsújhely Nézőszám: 3800 Játékvezetők: Gousko, Repkin (fehéroroszok) |
| 2010. január 22. 18:15 | Karabatić 5   | (10–10)     | Aguinagalde, Garcia 6 | Arena Nova, Bécsújhely Nézőszám: 3800 Játékvezetők: Gousko, Repkin (fehéroroszok) |
| 2010. január 22. 18:15 | 4× 4×         | Jegyzőkönyv | 3× 3×                 | Arena Nova, Bécsújhely Nézőszám: 3800 Játékvezetők: Gousko, Repkin (fehéroroszok) |

| 2010. január 22. 20:15 | Magyarország | 26–33       | Csehország | Arena Nova, Bécsújhely Nézőszám: 4000 Játékvezetők: Olesen, Pedersen (dánok) |
| 2010. január 22. 20:15 | Császár 6    | (13–14)     | Jícha 14   | Arena Nova, Bécsújhely Nézőszám: 4000 Játékvezetők: Olesen, Pedersen (dánok) |
| 2010. január 22. 20:15 | 6× 3×        | Jegyzőkönyv | 4× 3×      | Arena Nova, Bécsújhely Nézőszám: 4000 Játékvezetők: Olesen, Pedersen (dánok) |

## Középdöntő
A középdöntő két csoportjába az A és B csoport első három, illetve a C és D csoport első három helyezettje került. Körmérkőzést játszottak a csapatok, de az azonos csoportból érkezők egymással nem, esetükben a már lejátszott egymás elleni eredményüket számították be.

### 1. csoport
| Hely. | Csapat       | M | Gy | D | V | G+  | G–  | Gk  | P | Továbbjutás |
| ----- | ------------ | - | -- | - | - | --- | --- | --- | - | ----------- |
| 1.    | Horvátország | 5 | 4  | 1 | 0 | 134 | 123 | +11 | 9 | Elődöntők   |
| 2.    | Izland       | 5 | 3  | 2 | 0 | 163 | 149 | +14 | 8 | Elődöntők   |
| 3.    | Dánia        | 5 | 3  | 0 | 2 | 136 | 134 | +2  | 6 | 5. helyért  |
| 4.    | Norvégia     | 5 | 2  | 0 | 3 | 138 | 135 | +3  | 4 |             |
| 5.    | Ausztria     | 5 | 1  | 1 | 3 | 147 | 156 | −9  | 3 |             |
| 6.    | Oroszország  | 5 | 0  | 0 | 5 | 140 | 161 | −21 | 0 |             |

| 2010. január 25. 16:00 | Horvátország | 26–26       | Izland       | Stadthalle, Bécs Nézőszám: 6800 Játékvezetők: Horacek, Novotny (csehek) |
| 2010. január 25. 16:00 | Čupić 5      | (12–15)     | Stefánsson 7 | Stadthalle, Bécs Nézőszám: 6800 Játékvezetők: Horacek, Novotny (csehek) |
| 2010. január 25. 16:00 | 5× 3× 1×     | Jegyzőkönyv | 9× 3× 1×     | Stadthalle, Bécs Nézőszám: 6800 Játékvezetők: Horacek, Novotny (csehek) |

| 2010. január 25. 18:00 | Norvégia          | 30–27       | Ausztria    | Stadthalle, Bécs Nézőszám: 6800 Játékvezetők: Lazaar, Reveret (franciák) |
| 2010. január 25. 18:00 | Myrhol, Tvedten 6 | (12–11)     | Schlinger 6 | Stadthalle, Bécs Nézőszám: 6800 Játékvezetők: Lazaar, Reveret (franciák) |
| 2010. január 25. 18:00 | 2× 3×             | Jegyzőkönyv | 7× 3× 1×    | Stadthalle, Bécs Nézőszám: 6800 Játékvezetők: Lazaar, Reveret (franciák) |

| 2010. január 25. 20:15 | Oroszország | 28–34       | Dánia                   | Stadthalle, Bécs Nézőszám: 6800 Játékvezetők: Muro, Rodriguez (spanyolok) |
| 2010. január 25. 20:15 | Igropulo 6  | (13–18)     | Christiansen, Knudsen 6 | Stadthalle, Bécs Nézőszám: 6800 Játékvezetők: Muro, Rodriguez (spanyolok) |
| 2010. január 25. 20:15 | 3× 3× 1×    | Jegyzőkönyv | 4× 4×                   | Stadthalle, Bécs Nézőszám: 6800 Játékvezetők: Muro, Rodriguez (spanyolok) |

| 2010. január 26. 16:00 | Oroszország | 30–38       | Izland                  | Stadthalle, Bécs Nézőszám: 4000 Játékvezetők: Lazaar, Reveret (franciák) |
| 2010. január 26. 16:00 | Csipurin 7  | (10–19)     | Guðjónsson, Petersson 7 | Stadthalle, Bécs Nézőszám: 4000 Játékvezetők: Lazaar, Reveret (franciák) |
| 2010. január 26. 16:00 | 6× 3×       | Jegyzőkönyv | 6× 3×                   | Stadthalle, Bécs Nézőszám: 4000 Játékvezetők: Lazaar, Reveret (franciák) |

| 2010. január 26. 18:00 | Horvátország | 26–23       | Ausztria              | Stadthalle, Bécs Nézőszám: 8000 Játékvezetők: Canbro, Claesson (svédek) |
| 2010. január 26. 18:00 | Čupić 6      | (11–10)     | Schlinger, Szilágyi 6 | Stadthalle, Bécs Nézőszám: 8000 Játékvezetők: Canbro, Claesson (svédek) |
| 2010. január 26. 18:00 | 3× 2×        | Jegyzőkönyv | 4× 4× 1×              | Stadthalle, Bécs Nézőszám: 8000 Játékvezetők: Canbro, Claesson (svédek) |

| 2010. január 26. 20:15 | Norvégia   | 23–24       | Dánia                      | Stadthalle, Bécs Nézőszám: 7000 Játékvezetők: Methe, Methe (németek) |
| 2010. január 26. 20:15 | Kjelling 7 | (15–11)     | Jensen, Hansen, Lindberg 5 | Stadthalle, Bécs Nézőszám: 7000 Játékvezetők: Methe, Methe (németek) |
| 2010. január 26. 20:15 | 4× 3×      | Jegyzőkönyv | 6× 3×                      | Stadthalle, Bécs Nézőszám: 7000 Játékvezetők: Methe, Methe (németek) |

| 2010. január 28. 16:00 | Norvégia  | 34–35       | Izland     | Stadthalle, Bécs Nézőszám: 7000 Játékvezetők: Muro, Rodriguez (spanyolok) |
| 2010. január 28. 16:00 | Tvedten 7 | (16–18)     | Atlason 10 | Stadthalle, Bécs Nézőszám: 7000 Játékvezetők: Muro, Rodriguez (spanyolok) |
| 2010. január 28. 16:00 | 5× 3×     | Jegyzőkönyv | 5× 3×      | Stadthalle, Bécs Nézőszám: 7000 Játékvezetők: Muro, Rodriguez (spanyolok) |

| 2010. január 28. 18:00 | Oroszország | 30–31       | Ausztria                       | Stadthalle, Bécs Nézőszám: 8200 Játékvezetők: Methe, Methe (németek) |
| 2010. január 28. 18:00 | Csipurin 7  | (15–17)     | Weber, Wilczynski, Schlinger 6 | Stadthalle, Bécs Nézőszám: 8200 Játékvezetők: Methe, Methe (németek) |
| 2010. január 28. 18:00 | 11× 3×      | Jegyzőkönyv | 9× 3×                          | Stadthalle, Bécs Nézőszám: 8200 Játékvezetők: Methe, Methe (németek) |

| 2010. január 28. 20:15 | Horvátország | 27–23       | Dánia             | Stadthalle, Bécs Nézőszám: 9000 Játékvezetők: Horacek, Novotny (csehek) |
| 2010. január 28. 20:15 | Buntić 8     | (14–11)     | Hansen, Knudsen 5 | Stadthalle, Bécs Nézőszám: 9000 Játékvezetők: Horacek, Novotny (csehek) |
| 2010. január 28. 20:15 | 6× 4×        | Jegyzőkönyv | 6× 3×             | Stadthalle, Bécs Nézőszám: 9000 Játékvezetők: Horacek, Novotny (csehek) |

### 2. csoport
| Hely. | Csapat        | M | Gy | D | V | G+  | G–  | Gk  | P | Továbbjutás |
| ----- | ------------- | - | -- | - | - | --- | --- | --- | - | ----------- |
| 1.    | Franciaország | 5 | 4  | 1 | 0 | 135 | 118 | +17 | 9 | Elődöntők   |
| 2.    | Lengyelország | 5 | 3  | 1 | 1 | 148 | 144 | +4  | 7 | Elődöntők   |
| 3.    | Spanyolország | 5 | 3  | 1 | 1 | 152 | 133 | +19 | 7 | 5. helyért  |
| 4.    | Csehország    | 5 | 1  | 1 | 3 | 142 | 154 | −12 | 3 |             |
| 5.    | Németország   | 5 | 0  | 2 | 3 | 127 | 136 | −9  | 2 |             |
| 6.    | Szlovénia     | 5 | 0  | 2 | 3 | 159 | 178 | −19 | 2 |             |

| 2010. január 24. 16:30 | Németország | 22–24       | Franciaország | Olympiaworld, Innsbruck Nézőszám: 8200 Játékvezetők: Din, Dinu (románok) |
| 2010. január 24. 16:30 | Jansen 8    | (10–12)     | Joli 7        | Olympiaworld, Innsbruck Nézőszám: 8200 Játékvezetők: Din, Dinu (románok) |
| 2010. január 24. 16:30 | 4× 3×       | Jegyzőkönyv | 1× 4×         | Olympiaworld, Innsbruck Nézőszám: 8200 Játékvezetők: Din, Dinu (románok) |

| 2010. január 24. 18:30 | Lengyelország | 32–26       | Spanyolország | Olympiaworld, Innsbruck Nézőszám: 7700 Játékvezetők: Olesen, Pedersen (dánok) |
| 2010. január 24. 18:30 | Jurecki 6     | (13–9)      | Romero 8      | Olympiaworld, Innsbruck Nézőszám: 7700 Játékvezetők: Olesen, Pedersen (dánok) |
| 2010. január 24. 18:30 | 5× 3×         | Jegyzőkönyv | 2× 2×         | Olympiaworld, Innsbruck Nézőszám: 7700 Játékvezetők: Olesen, Pedersen (dánok) |

| 2010. január 24. 20:30 | Szlovénia   | 35–37       | Csehország | Olympiaworld, Innsbruck Nézőszám: 5600 Játékvezetők: Reisinger, Kaschütz (osztrákok) |
| 2010. január 24. 20:30 | Kavtičnik 8 | (12–21)     | Jícha 12   | Olympiaworld, Innsbruck Nézőszám: 5600 Játékvezetők: Reisinger, Kaschütz (osztrákok) |
| 2010. január 24. 20:30 | 3× 3×       | Jegyzőkönyv | 6× 3×      | Olympiaworld, Innsbruck Nézőszám: 5600 Játékvezetők: Reisinger, Kaschütz (osztrákok) |

| 2010. január 26. 16:15 | Szlovénia           | 28–37       | Franciaország | Olympiaworld, Innsbruck Nézőszám: 4500 Játékvezetők: Olesen, Pedersen (dánok) |
| 2010. január 26. 16:15 | Kavtičnik, Žvižej 6 | (18–17)     | Guigou 10     | Olympiaworld, Innsbruck Nézőszám: 4500 Játékvezetők: Olesen, Pedersen (dánok) |
| 2010. január 26. 16:15 | 4× 3×               | Jegyzőkönyv | 3×            | Olympiaworld, Innsbruck Nézőszám: 4500 Játékvezetők: Olesen, Pedersen (dánok) |

| 2010. január 26. 18:15 | Németország  | 20–25       | Spanyolország | Olympiaworld, Innsbruck Nézőszám: 7000 Játékvezetők: Nikolic, Stojkovic (szerbek) |
| 2010. január 26. 18:15 | Gensheimer 5 | (9–14)      | Tomas 6       | Olympiaworld, Innsbruck Nézőszám: 7000 Játékvezetők: Nikolic, Stojkovic (szerbek) |
| 2010. január 26. 18:15 | 4× 3×        | Jegyzőkönyv | 6× 3×         | Olympiaworld, Innsbruck Nézőszám: 7000 Játékvezetők: Nikolic, Stojkovic (szerbek) |

| 2010. január 26. 20:15 | Lengyelország | 35–34       | Csehország | Olympiaworld, Innsbruck Nézőszám: 5100 Játékvezetők: Abrahamsen, Kristiansen (norvégok) |
| 2010. január 26. 20:15 | Bielecki 7    | (18–19)     | Jícha 7    | Olympiaworld, Innsbruck Nézőszám: 5100 Játékvezetők: Abrahamsen, Kristiansen (norvégok) |
| 2010. január 26. 20:15 | 1× 3×         | Jegyzőkönyv | 3× 3×      | Olympiaworld, Innsbruck Nézőszám: 5100 Játékvezetők: Abrahamsen, Kristiansen (norvégok) |

| 2010. január 28. 16:30 | Németország | 26–26       | Csehország | Olympiaworld, Innsbruck Nézőszám: 5200 Játékvezetők: Abrahamsen, Kristiansen (norvégok) |
| 2010. január 28. 16:30 | Kaufmann 7  | (16–14)     | Jícha 6    | Olympiaworld, Innsbruck Nézőszám: 5200 Játékvezetők: Abrahamsen, Kristiansen (norvégok) |
| 2010. január 28. 16:30 | 2× 2×       | Jegyzőkönyv | 4× 3×      | Olympiaworld, Innsbruck Nézőszám: 5200 Játékvezetők: Abrahamsen, Kristiansen (norvégok) |

| 2010. január 28. 18:30 | Szlovénia | 32–40       | Spanyolország    | Olympiaworld, Innsbruck Nézőszám: 6400 Játékvezetők: Din, Dinu (románok) |
| 2010. január 28. 18:30 | Žvižej 9  | (14–20)     | A. Entrerrios 11 | Olympiaworld, Innsbruck Nézőszám: 6400 Játékvezetők: Din, Dinu (románok) |
| 2010. január 28. 18:30 | 2× 3×     | Jegyzőkönyv | 4× 3×            | Olympiaworld, Innsbruck Nézőszám: 6400 Játékvezetők: Din, Dinu (románok) |

| 2010. január 28. 20:30 | Lengyelország | 24–29       | Franciaország         | Olympiaworld, Innsbruck Nézőszám: 7000 Játékvezetők: Nikolic, Stojkovic (szerbek) |
| 2010. január 28. 20:30 | Bielecki 5    | (10–15)     | Narcisse, Sorhaindo 6 | Olympiaworld, Innsbruck Nézőszám: 7000 Játékvezetők: Nikolic, Stojkovic (szerbek) |
| 2010. január 28. 20:30 | 4× 4×         | Jegyzőkönyv | 1× 3×                 | Olympiaworld, Innsbruck Nézőszám: 7000 Játékvezetők: Nikolic, Stojkovic (szerbek) |

## Helyosztók
|  |                   |               |              |                   |    |               |               |       |
|  | Elődöntők         | Elődöntők     | Elődöntők    |                   |    | Döntő         | Döntő         | Döntő |
|  | Elődöntők         | Elődöntők     | Elődöntők    |                   |    | Döntő         | Döntő         | Döntő |
|  | január 30. – Bécs |               |              |                   |    |               |               |       |
|  |                   |               |              |                   |    |               |               |       |
|  | Izland            | Izland        | 28           |                   |    |               |               |       |
|  | Izland            | Izland        | 28           | január 31. – Bécs |    |               |               |       |
|  | Franciaország     | Franciaország | 36           |                   |    |               |               |       |
|  | Franciaország     | Franciaország | 36           |                   |    | Franciaország | Franciaország | 25    |
|  | január 30. – Bécs |               |              |                   |    | Franciaország | Franciaország | 25    |
|  |                   |               | Horvátország | Horvátország      | 21 |               |               |       |
|  | Horvátország      | Horvátország  | Horvátország | Horvátország      | 21 | 24            |               |       |
|  | Horvátország      | Horvátország  |              |                   |    |               |               |       |
|  | Lengyelország     | Lengyelország | 21           |                   |    |               |               |       |
|  | Lengyelország     | Lengyelország | 21           | Bronzmérkőzés     |    |               |               |       |
|  |                   |               |              |                   |    |               |               |       |
|  | január 31. – Bécs |               |              |                   |    |               |               |       |
|  |                   |               |              |                   |    |               |               |       |
|  | Izland            | Izland        | 29           |                   |    |               |               |       |
|  | Izland            | Izland        | 29           |                   |    |               |               |       |
|  | Lengyelország     | Lengyelország | 26           |                   |    |               |               |       |
|  | Lengyelország     | Lengyelország | 26           |                   |    |               |               |       |

### Az 5. helyért
| 2010. január 30. 11:30 | Dánia  | 34–27       | Spanyolország | Stadthalle, Bécs Nézőszám: 4000 Játékvezetők: Reisinger, Kaschütz (osztrákok) |
| 2010. január 30. 11:30 | Laen 8 | (18–13)     | Malmagro 7    | Stadthalle, Bécs Nézőszám: 4000 Játékvezetők: Reisinger, Kaschütz (osztrákok) |
| 2010. január 30. 11:30 | 6× 2×  | Jegyzőkönyv | 4× 2×         | Stadthalle, Bécs Nézőszám: 4000 Játékvezetők: Reisinger, Kaschütz (osztrákok) |

### Elődöntők
| 2010. január 30. 14:00 | Franciaország | 36–28       | Izland       | Stadthalle, Bécs Nézőszám: 9000 Játékvezetők: Olesen, Pedersen (dánok) |
| 2010. január 30. 14:00 | Karabatić 9   | (16–14)     | Pálmarsson 6 | Stadthalle, Bécs Nézőszám: 9000 Játékvezetők: Olesen, Pedersen (dánok) |
| 2010. január 30. 14:00 | 4× 3×         | Jegyzőkönyv | 4× 3×        | Stadthalle, Bécs Nézőszám: 9000 Játékvezetők: Olesen, Pedersen (dánok) |

| 2010. január 30. 16:30 | Horvátország | 24–21       | Lengyelország | Stadthalle, Bécs Nézőszám: 11000 Játékvezetők: Abrahamsen, Kristiansen (norvégok) |
| 2010. január 30. 16:30 | Čupić 6      | (9–10)      | M. Jurecki 7  | Stadthalle, Bécs Nézőszám: 11000 Játékvezetők: Abrahamsen, Kristiansen (norvégok) |
| 2010. január 30. 16:30 | 4× 3×        | Jegyzőkönyv | 3× 3×         | Stadthalle, Bécs Nézőszám: 11000 Játékvezetők: Abrahamsen, Kristiansen (norvégok) |

### Bronzmérkőzés
| 2010. január 31. 15:00 | Izland       | 29–26       | Lengyelország                        | Stadthalle, Bécs Nézőszám: 9000 Játékvezetők: Lazaar, Reveret (franciák) |
| 2010. január 31. 15:00 | Sigurðsson 8 | (18–10)     | B. Jurecki, M. Jurecki, Tluczynski 4 | Stadthalle, Bécs Nézőszám: 9000 Játékvezetők: Lazaar, Reveret (franciák) |
| 2010. január 31. 15:00 | 4× 3×        | Jegyzőkönyv | 8× 3×                                | Stadthalle, Bécs Nézőszám: 9000 Játékvezetők: Lazaar, Reveret (franciák) |

### Döntő
| 2010. január 31. 17:30 | Franciaország      | 25–21       | Horvátország | Stadthalle, Bécs Nézőszám: 11000 Játékvezetők: Methe, Methe (németek) |
| 2010. január 31. 17:30 | Karabatić, Abalo 4 | (12–12)     | Zrnić 7      | Stadthalle, Bécs Nézőszám: 11000 Játékvezetők: Methe, Methe (németek) |
| 2010. január 31. 17:30 | 3× 4×              | Jegyzőkönyv | 3× 4× 1×     | Stadthalle, Bécs Nézőszám: 11000 Játékvezetők: Methe, Methe (németek) |

| A 2010-es férfi kézilabda-Európa-bajnokság győztese |
| --------------------------------------------------- |
| · Franciaország · 2. cím                            |

## Végeredmény

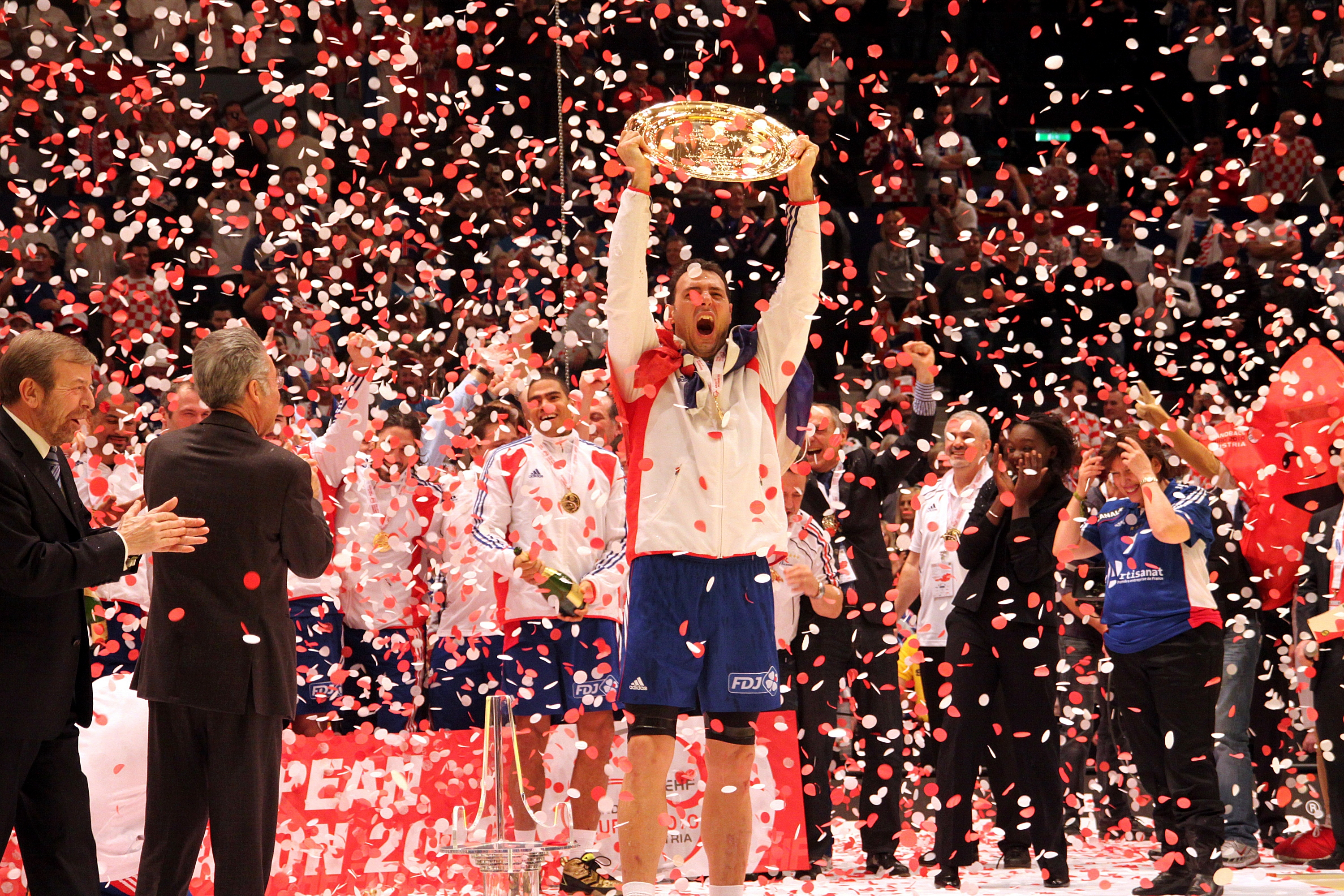
A 2010-es Európa-bajnok:Franciaország

Az Európa-bajnokságon csak az első hat helyért játszottak helyosztó mérkőzéseket. A további sorrend meghatározása az EHF versenyszabályzata alapján a következők szerint történt:
1. jobb csoportbeli helyezés a középdöntőben, illetve a csoportkörben
2. több szerzett pont
3. jobb gólkülönbség az összes mérkőzésen
4. több szerzett gól az összes mérkőzésen

| Hely. | Csapat        | M | Gy | D | V | G+  | G–  | Gk  | P  |
| ----- | ------------- | - | -- | - | - | --- | --- | --- | -- |
|       | Franciaország | 8 | 6  | 2 | 0 | 225 | 196 | +29 | 14 |
|       | Horvátország  | 8 | 6  | 1 | 1 | 207 | 194 | +13 | 13 |
|       | Izland        | 8 | 4  | 3 | 1 | 249 | 240 | +9  | 11 |
| 4.    | Lengyelország | 8 | 4  | 1 | 3 | 222 | 221 | +1  | 9  |
|       |               |   |    |   |   |     |     |     |    |
| 5.    | Dánia         | 7 | 5  | 0 | 2 | 198 | 184 | +14 | 10 |
| 6.    | Spanyolország | 7 | 4  | 1 | 2 | 213 | 192 | +21 | 9  |
| 7.    | Norvégia      | 6 | 3  | 0 | 3 | 169 | 164 | +5  | 6  |
| 8.    | Csehország    | 6 | 2  | 1 | 3 | 175 | 180 | −5  | 5  |
| 9.    | Ausztria (R)  | 6 | 2  | 1 | 3 | 184 | 187 | −3  | 5  |
| 10.   | Németország   | 6 | 1  | 2 | 3 | 157 | 165 | −8  | 4  |
| 11.   | Szlovénia     | 6 | 1  | 2 | 3 | 186 | 203 | −17 | 4  |
| 12.   | Oroszország   | 6 | 1  | 0 | 5 | 177 | 194 | −17 | 2  |
|       |               |   |    |   |   |     |     |     |    |
| 13.   | Szerbia       | 3 | 0  | 1 | 2 | 83  | 94  | −11 | 1  |
| 14.   | Magyarország  | 3 | 0  | 1 | 2 | 80  | 96  | −16 | 1  |
| 15.   | Svédország    | 3 | 0  | 0 | 3 | 78  | 84  | −6  | 0  |
| 16.   | Ukrajna       | 3 | 0  | 0 | 3 | 87  | 96  | −9  | 0  |